# Гришино (Торопецкий район)
Гришино — деревня в Торопецком районе Тверской области России. Входит в состав Скворцовского сельского поселения.

## История
На топографической карте Фёдора Шуберта 1861—1901 годов обозначено сельцо Гришино. Имело 10 дворов.
На карте РККА 1923—1941 годов обозначена деревня Гришино. Имела 25 дворов.

## География
Деревня расположена в 30 километрах к юго-западу от районного центра, города Торопец и в 20 километрах к юго-востоку от центра сельского поселения, деревни Скворцово. Ближайшим населённым пунктом является деревня Колмаково.
Климат
Деревня, как и весь район, относится к умеренному поясу северного полушария и находится в области переходного климата от океанического к материковому. Лето с температурным режимом +15…+20 °С (днём +20…+25 °С), зима умеренно-морозная −10…−15 °С; при вторжении арктических воздушных масс до −30…-40 °С.
Среднегодовая скорость ветра 3,5—4,2 метра в секунду.
Часовой пояс
Деревня Гришино, как и вся Тверская область находится в часовой зоне МСК (московское время). Смещение применяемого времени относительно UTC составляет +3:00.

## Население
| 2010 |
| ---- |
| 1    |

Население по переписи 2002 года — 2 человека.
Национальный состав
Согласно результатам переписи 2002 года, в национальной структуре населения русские составляли 100 % от жителей.